# Cucullia dentilinea
Cucullia dentilinea är en fjärilsart som beskrevs av Smith 1899. Cucullia dentilinea ingår i släktet Cucullia och familjen nattflyn. Inga underarter finns listade i Catalogue of Life.